# فيصل الحمود المالك الصباح
الشيخ فيصل الحمود المالك الصباح مواليد 11 ديسمبر 1963 في مدينة الكويت، من العائلة الحاكمة في الكويت، ويعمل حالياً مستشار بالديوان الأميرى  وعمل سابقاً ممثلاً بالإنابة عن سمو أمير دولة الكويت و سمو ولى العهد و رئيس الوزراء بفعاليات رياضية، كما شغل منصب رئيس المجلس الأعلى للشباب العرب، و محافظ و سفير سابق لبلاده، حاصل على شهادة البكالوريوس الجامعية بتخصص علوم سياسية واقتصاد من جامعة الكويت، وحاصل على شهادة الدكتوراه من كلية التجارة جامعة الأزهر في مصر.

## الشهادات الفخرية
- شهادة الدكتوراه التقديرية، والتي حصل عليها من المبادرة العالمية للقيادات الإنسانية في الأردن، وذلك عام 2012.[9]

- شهادة فارس الجودة، والتي حصل عليها في الإنسانية الدبلوماسية من مهرجان فرسان الجودة في دبي عام 2012.

- سفير النوايا الحسنة للعمل الإنساني، من منظمة السلام والتنمية التابعة للأمم المتحدة، وذلك في الكويت عام 2013.

- سفير دعم المرأة، والذي حصل عليه من البرنامج الإنمائي التابع للأمم المتحدة، وذلك في دبي عام 2014.

- شهادة الدكتوراه الفخرية : التي أعطته إياها منظمة السلام والتسامح في الكويت، وذلك عام 2014.

- شهادة الدكتوراه الفخرية التقديرية : التي حصل عليها من جامعة الزعيم الأزهري في السودان، وذلك عام 2015.

- شهادة القيادة العالمية : التي حصل عليها من ماليزيا عام 2015.

## الأوسمة
- وسام النعمان من الدرجة الأولى : والذي حصل عليه من السلطان قابوس بن سعيد سلطان عمان، وذلك عام 2007.

- وسام الدولة من الدرجة الأولى : والذي حصل عليه من رئيس جمهورية موريشوس عام 2007.

- وسام القدس من الدرجة الأولى : والذي حصل عليه من الرئيس محمود عباس رئيس فلسطين عام 2010.

- وسام الرافدين من الدرجة الممتازة : والذي حصل عليه من قبل الجالية العراقية في الأردن، وذلك عام 2010.

- وسام الاستقلال من الدرجة الأولى : والذي حصل عليه من الملك عبد الله الثاني بن الحسين ملك المملكة الأردنية الهاشمية، وذلك عام 2010.[10]